# Università politecnica di Madrid
L'Università politecnica di Madrid (in spagnolo Universidad Politécnica de Madrid, acronimo UPM) è un'università pubblica spagnola di Madrid, fondata nel 1971.

## Campus
La sede è situata nella Ciudad Universitaria de Madrid di Madrid, nonostante le diverse facoltà siano suddivise in diversi campus della capitale. È una delle sei università pubbliche della Comunità di Madrid, assieme all'Universidad Complutense de Madrid, l'Università Carlos III, l'Università Autonoma di Madrid, l'Università di Alcalá e l'Universidad Rey Juan Carlos.

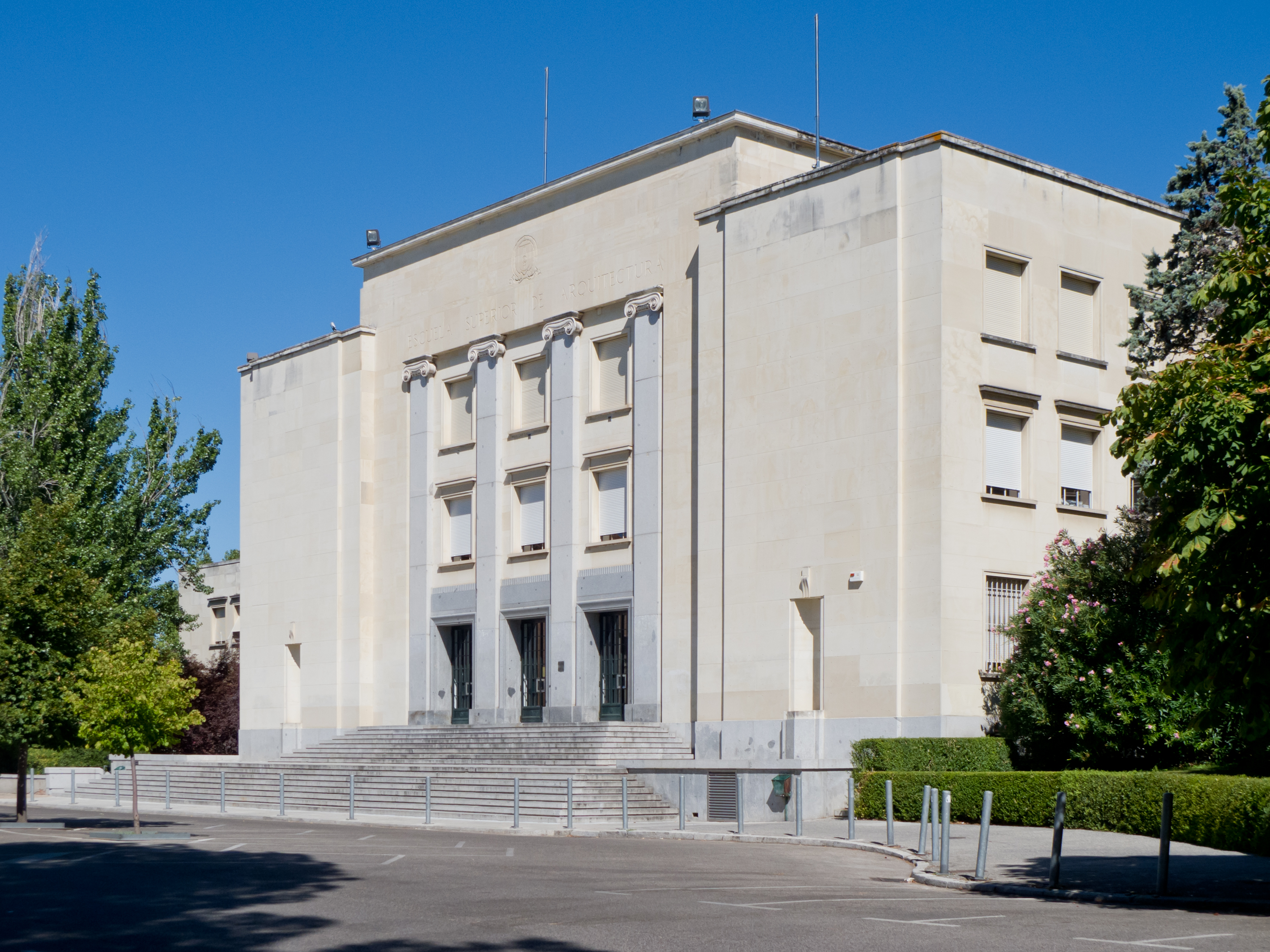
La facoltà di architettura

Nelle facoltà della UPM vengono impartiti corsi e insegnate materie tecniche, già dal momento della sua nascita, mentre le materie umanistiche furono raggruppate nell'Universidad Complutense de Madrid.